# Спица (часть оружия)

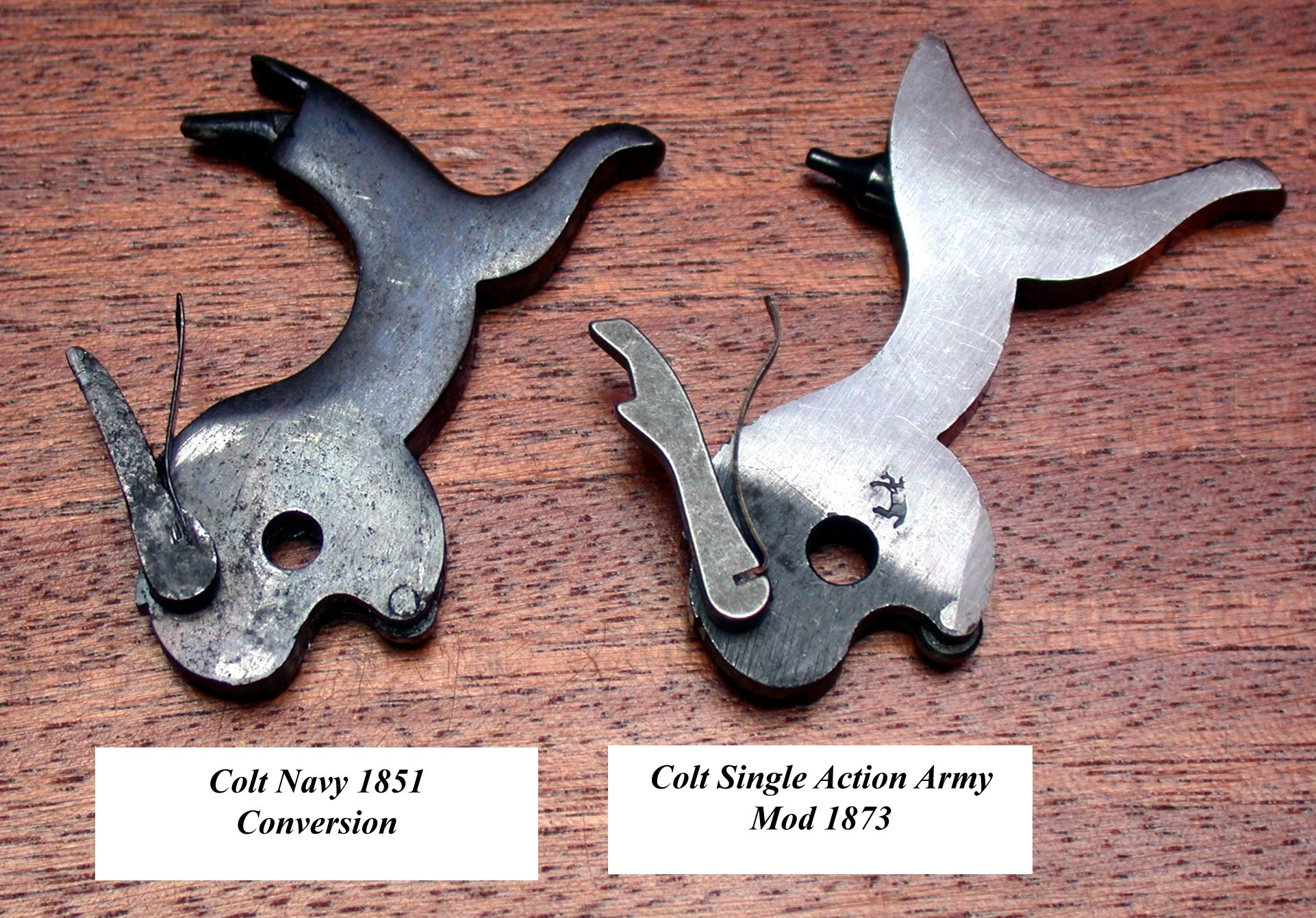
Курки револьверов Кольта, видны спицы (вверху справа)

Спица — часть курка, выступающая в тыльной его части и обеспечивающая возможность его ручного взведения. Может отсутствовать на самовзводных пистолетах и револьверах, что может считаться дополнительной мерой безопасности.
У. Уайнэнс рекомендовал делать на спице засечки для более быстрого взведения и предпочитал более длинную спицу для быстрой стрельбы, однако уже в 1911 году отмечал, что самовзводные револьверы того времени уже были достаточно аккуратны для практических целей.